# Brandt (Limburg)
Brandt (Limburgs: Brandj) is een buurtschap ten noordoosten van Stevensweert op het Eiland in de Maas in de Nederlandse gemeente Maasgouw. Ten oosten van de buurtschap ligt de Oude Maas en ten westen de Stevensweert Marina en de Eilandplas. Direct ten zuiden van Brandt ligt buurtschap Eiland.

## Bezienswaardigheid
- Mariakapel

Steden en dorpen:
Beegden · Brachterbeek · Heel · Linne · Maasbracht · Ohé en Laak · Panheel · Stevensweert · Thorn · Wessem

Buurtschappen: Baarstraat · Bilt · Brandt · Eiland · Osen · Pol · Santfort (deels) · Weerd

Voormalige gemeenten: Heel · Maasbracht · Thorn

Limburg: Steden en dorpen      Nederland: Provincies · Gemeenten